# Clavatula xanteni
Clavatula xanteni é uma espécie de gastrópode do gênero Clavatula, pertencente a família Clavatulidae.